# Haustier in der Mikrowelle
Das Haustier in der Mikrowelle ist eine moderne Sage aus den USA. Besonders in der technischen Dokumentation wird diese Geschichte häufig als Beispiel genannt, wenn es um Fragen von Produkthaftung geht.
Diese Legende berichtet von einer alten Dame, die ein Haustier (typischerweise einen Hund oder eine Katze) hielt. Wenn das Tier an einem Regentag nass geworden war, steckte sie es in die Bratröhre ihres Herdes, um es dort bei schwacher Hitze trocknen zu lassen. Als der Herd defekt wurde, ersetzte sie ihn durch einen modernen Mikrowellenherd. Am nächsten Regentag wollte sie ihr Haustier wie gewohnt im Herd trocknen; dabei:
- (gemäßigte Variante) starb das Tier langsam durch die Einwirkung der Mikrowellen.
- (radikale Variante) explodierte das Tier.

In beiden Varianten erlitt die Dame dadurch einen psychischen Schock. Sie verklagte den Hersteller des Herdes erfolgreich auf eine beträchtliche Summe Schadenersatz, mit der Begründung, dass weder in ihrer Gebrauchsanleitung noch am Gerät selbst ein entsprechender Sicherheitshinweis vorhanden war. Als Konsequenz dieses Falles werden Mikrowellenherde mit dem Warnhinweis Nicht geeignet zum Trocknen von Haustieren versehen.
Es ist kein Beleg für ein derartiges Gerichtsverfahren bekannt. 
Es gab jedoch einige Fälle, in denen absichtlich Tiere bzw. Menschen durch Einwirkung von Mikrowellenherden verletzt oder getötet wurden.

## Die Sage in weiteren Medien
Die Comic-Webseite Joe Cartoon veröffentlichte 1999 den interaktiven Flash-Cartoon Gerbil in a Microwave, bei dem der Nutzer mittels Tastendruck unterschiedliche Stufen an einer Mikrowelle einstellen kann, während der Hamster aus dem Gerät heraus jede neue Stufe mit frechen Sprüchen kommentiert, bis er schließlich in der letzten Stufe getötet wird.
Diese Legende findet Verarbeitung in dem Horrorfilm Düstere Legenden. Auch in dem Film Gremlins – Kleine Monster wird ein Gremlin in einem Mikrowellenherd getötet. In dem Superheldenfilm Kick-Ass platzt ein Mensch in einer Mikrowelle für Bauholz. In der Zeichentrickserie South Park kommt Kenny, eine der vier Hauptfiguren, in Folge fünf der ersten Staffel (Tanz der Mutanten, Staffel 1, Folge 5, englischer Titel: An Elephant Makes Love to a Pig) in einer Mikrowelle zu Tode. Im Film Snakes on a Plane findet eine der Schlangen ihr explosives Ende in der Mikrowelle der Kabinenküche. Ebenso spielt in der deutschen Comedy-Serie Ritas Welt der Tod einer Katze in einer Mikrowelle in der Folge Gisis Katze eine zentrale Rolle.
Im Computerspiel Day of the Tentacle wird die Legende ebenfalls aufgegriffen. Dort wird ein Hamster zum Auftauen in einen Mikrowellenherd gelegt, überlebt die Prozedur jedoch, da es sich bei der Mikrowelle um ein Gerät aus der Zukunft handelt. Im Vorgänger dieses Titels, Maniac Mansion, explodierte der Hamster allerdings bei dem Versuch, ihn in der Mikrowelle zu erwärmen.